# Trąbczyn (stacja kolejowa)
Trąbczyn – zlikwidowana wąskotorowa stacja kolejowa w Trąbczynie na linii kolejowej Grabina – Trąbczyn, w powiecie słupeckim, w województwie wielkopolskim, w Polsce. Stacja należała do Jarocińskiej Kolei Powiatowej